# Eupithecia piemonticola
Eupithecia piemonticola là một loài bướm đêm trong họ Geometridae.